# Székelyfonó

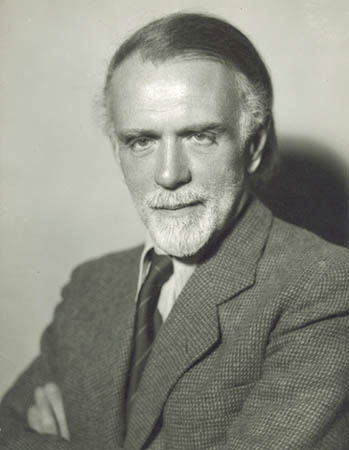
Zoltán Kodály 1930.

Székelyfonó (Spinnrummet) är ett teaterstycke i en akt med musik av Zoltán Kodály som bygger på ungerska folksånger. Verket beskrivs som ‘Daljáték egy felvonásban’, folksånger i en akt. Först skapad 1924 som en kort kabaré med en liten orkesterensemble, så utökade Kodály verket med mim men utan dialog för en helaftonsföreställning på Ungerska statsoperan i Budapest 1932. Sångerna och danserna härstammar från transsylvansk folkmusik med spinnkörer och musikaliska bilder föreställande döden, begravning, förlovning och bröllop. Verket omnämns ibland på engelska som The Transylvanian Spinning Room.

## Bakgrund
Efter föreställningen 1924 skrev Kodály "efter att ha hört dessa sånger i konsertsalen insåg jag att, uttagna från deras naturliga miljö, är de knappast förståeliga. Syftet med mitt experiment var att försöka visa fram dem i en levande helhet med liv från det ursprung varifrån de härstammar..." Kodály fortsatte "Székelyfonó är inte ett operaexperiment"; Eösze beskrev det, med dess 27 sånger, ballader, danser och musiklevar, som en dramatisk rapsodi eller operamässig folkballad.
I sitt första scenverk Háry János hade Kodály använt den musikaliska mallen med solopartier, duetter och körer med talad dialog däremellan. I den slutliga versionen av Székelyfonó överbryggar orkestermusik några av numren. Musiken består mestadels av transsylvanska folkmelodier. Verket kan också rubriceras som "ett mimdrama med vokal, kör och orkesterackompanjemang" och den påminner om Igor Stravinskijs Les Noces. Verket kom ett år efter Kodalys första stora succé med Psalmus Hungaricus.

## Uppförandehistorik
Premiären på Székelyfonó ägde rum på Ungerska statsoperan i Budapest den 24 april 1932, där den mottogs väl.
Det var den första ungerska operan som sattes upp i Italien (som La Filanda Magiara) i Milano den 14 januari 1933, och den radiosändes från London den 26 maj 1933 med kompositören som dirigent. Den sattes upp i Braunschweig (på tyska) den 9 februari 1938. En halvt iscensatt version sattes upp 1982 på Buxton Festival. En ny uppsättning av Michał Znaniecki, dirigerad av Kocsár Balázs, sattes upp på Ungerska statsoperan i oktober 2016.
János Ferencsik dirigerade två kompletta inspelningar av verket 1963 (Qualiton) och 1971 (Hungaroton).

## Personer
| Roller                     | Stämma  | Premiärbesättning den 24 april 1932 (Dirigent: Sergio Failoni) |
| -------------------------- | ------- | -------------------------------------------------------------- |
| Háziasszony (hemmafru)     | alt     | Mária Basilides                                                |
| Kérője (hennes uppvaktare) | baryton | Imre Palló                                                     |
| Szomszédasszony (grannfru) | alt     | Mária Budanovits                                               |
| Fiatal Legény (ung man)    | tenor   | Endre Rösler                                                   |
| Fiatal Leány (ung flicka)  | sopran  | Anna Báthy                                                     |
| A Nagyorrú Bolha (loppa)   | baryton | Oszkár Maleczky                                                |
| Kör, dansare               |         |                                                                |

## Handling
Handlingen utspelas i ett spinnrum i Seklerlandet
I den första scenen tar en man och en kvinna farväl av varandra innan han ger sig av. En liten flicka försöker hindra honom. Två poliser uppenbarar sig och letar igenom rummen. Mannen går ut. I den andra scenen begråter kvinnan sitt öde. Kvinnor och flickor kommer in i den tredje scenen. En ung kvinna sjunger med inlevelse en sång om deras liv då männen är ut och arbetar. De dansar och försöker trösta den ensamma kvinnan. Hon sjunger om 33 tårpilar och 33 påfåglar, varpå en grannfru kommer in och sjunger om alla djur på marknaden (med deras karaktäristiska ljud). Den fjärde scenen är en körscen mellan de unga männen och de unga kvinnorna. I en pantomim klär en ung man ut sig till spöke men får stryk av flickorna. 
Den femte scenen handlar om den unge mannen Lázlós som sjunger till sin mor som ligger döende, varpå följer en traditionell folksång om att spinna guld och silver, och balladen ‘Ilona Görög’ (Helen). I scen sex introduceras en man utklädd till loppa och ber om mat. Poliserna kommer tillbaka - mannen de arresterade har bedyrat sin oskuld. En gammal kvinna säger att hon vet vem boven är - det är "loppas" som nu gömmer sig i hörnet. I den sista scenen återförenas mannen med kvinnan som han älskar och byn firar deras bröllop med sång och dans.
Kodály skrev om skönheten och variationsrikedomen i de ungerska folksångerna "liksom juveler glittrar de av en märklig, gammaldags eld".

## Inspelningar
- Székely fonó János Ferencsik 1963 (Qualiton) and
- Székely fonó János Ferencsik 1971 (Hungaroton) 2 LP, reissued on CD as Spinning Room Hungaroton with Orchestral songs: Kadar Kata (Mother Listen) Kallai kettos (Double dance of Kallo) and The Ballad of Annie Miller, 'From distant mountains'.